# NGC 5604
NGC 5604 este o galaxie spirală situată în constelația Fecioara. A fost descoperită în 15 aprilie 1787 de către William Herschel. Se află la o distanță de 47,21 de megaparseci de Pământ.